# كيني فلوريان
كيني فلوريان (بالإنجليزية: Kenny Florian) هو فنان قتال مختلط ولاعب كرة قدم أمريكي، ولد في 26 مايو 1976 في ويستوود في الولايات المتحدة. لعب مع صالة تريستار الرياضية.

## وصلات خارجية
- الموقع الرسمي
- كيني فلوريان على موقع يو إف سي (الإنجليزية)
- كيني فلوريان على موقع شيردوغ (الإنجليزية)
- كيني فلوريان على موقع Tapology.com (الإنجليزية)
- كيني فلوريان على موقع فايت ماتريكس (الإنجليزية)
- كيني فلوريان على موقع إي إس بي إن (الإنجليزية)
- كيني فلوريان على موقع IMDb (الإنجليزية)
- كيني فلوريان على موقع قاعدة بيانات الفيلم (الإنجليزية)